# 張燮 (乾隆進士)
张燮（?—?），字子和，号荛友，江苏常熟人，清朝政治人物、藏书家。
乾隆五十八年（1793年）进士，选翰林院庶吉士，散馆改户部广东司主事，升刑部员外郎。官至浙江宁绍台兵备道。告假归，掌教绍兴蕺山书院。有《味经书屋集》。